# Tanah Putih (Kupang Timur)
Tanah Putih is een bestuurslaag in het regentschap Kupang van de provincie Oost-Nusa Tenggara, Indonesië. Tanah Putih telt 1246 inwoners (volkstelling 2010).